# Vampiro
Ian Richard Hodgkinson (n. 31 mai 1967, Thunder Bay⁠(d), Ontario, Canada), mai cunoscut sub numele de ring Vampiro, este un fost wrestler canadian. Este cunoscut în special pentru munca sa din World Championship Wrestling (1998-2001), unde a avut o feuda legendara cu Sting și a fost o dată campion mondial pe echipe (cu The Great Muta). Și-a făcut debutul în 1984, în Canada, după care a luptat în "lucha libre" în Mexic și mai târziu în Japonia. Ulterior WCW-ului, el a luptat în lupte mai mici cu o excepție, în 2003 luptând în TNA. 

## Viata personala
Pe 12 aprilie 2019, Hodgkinson a fost diagnosticat cu Alzheimer.  